# Франсіско Флорес Кордоба
Франсіско Флорес Кордоба (ісп. Francisco Flores Cordoba, 12 лютого 1926, Гвадалахара — 13 листопада 1986, Гвадалахара) — мексиканський футболіст, що грав на позиції півзахисника, зокрема, за клуб «Гвадалахара», а також національну збірну Мексики.
Переможець Ліги чемпіонів КОНКАКАФ. П'ятиразовий чемпіон Мексики. Чотириразовий володар Суперкубка Мексики.

## Клубна кар'єра
У футболі дебютував 1951 року виступами за команду «Гвадалахара», кольори якої і захищав протягом усієї своєї кар'єри гравця, що тривала дванадцять років. 

## Виступи за збірну
8 червня 1958 року дебютував в офіційних матчах у складі національної збірної Мексики. Протягом кар'єри у національній команді провів у її формі 12 матчів, забивши 5 голів. Серед іншого, в його активі хет-трик в матчі з Нідерландськими Антильськими островами (7-0).
У складі збірної був учасником чемпіонату світу 1958 року у Швеції, де зіграв з господарями (0-3), Уельсом (1-1) і Угорщиною (0-4);
Помер 13 листопада 1986 року на 61-му році життя у місті Гвадалахара.

## Титули і досягнення
- Переможець Ліги чемпіонів КОНКАКАФ (1):

«Гвадалахара»: 1962
- Чемпіон Мексики (5):

«Гвадалахара»: 1957, 1959, 1960, 1961, 1962
- Володар Суперкубка Мексики (4):

«Гвадалахара»:1957, 1959, 1960, 1961